# Örkény
Örkény ist eine ungarische Stadt im Kreis Dabas im Komitat Pest.

## Geographische Lage
Örkény liegt rund 50 km südöstlich der ungarischen Hauptstadt Budapest und ist über die Autópálya M5 zu erreichen.

## Geschichte
Örkény wurde um die Mitte des 15. Jahrhunderts erstmals urkundlich erwähnt.

## Sehenswürdigkeiten

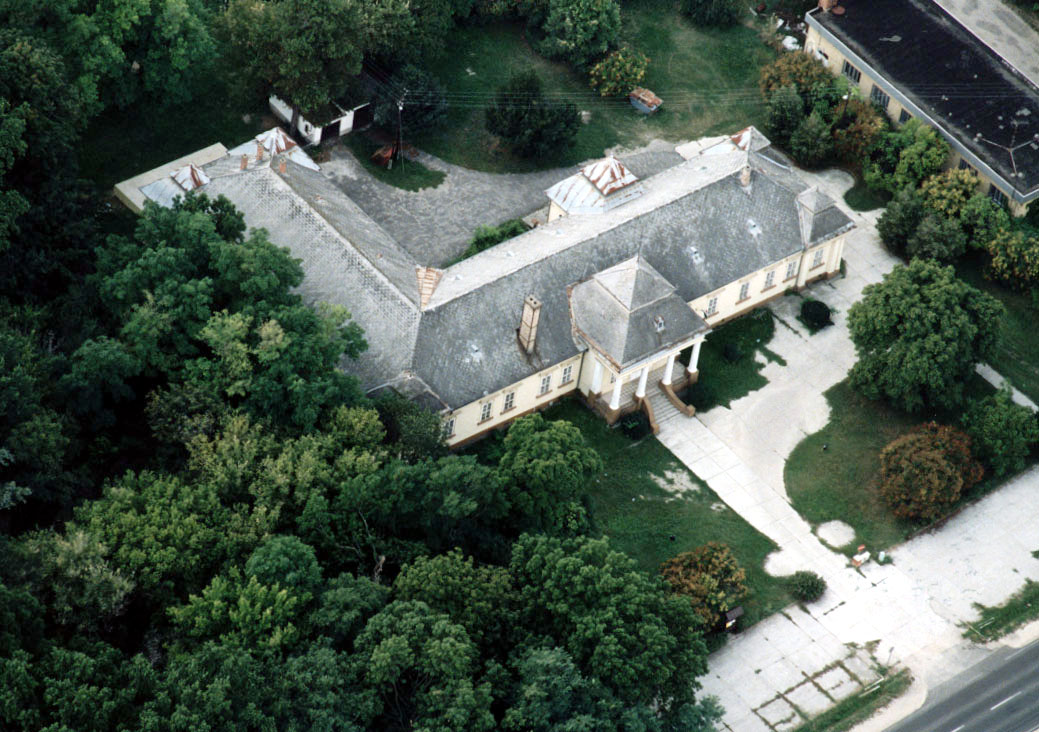
Schloss Pálóczy-Horváth (2006)

- Schloss Pálóczy-Horváth, erbaut 1889–1893
- Römisch-katholische Kirche Szent Lipót, erbaut 1844–1847
- Jüdischer Friedhof (Örkény)

## Städtepartnerschaften
- Dvory nad Žitavou, Slowakei
- Mali Iđoš, Serbien
- Miercurea Nirajului, Rumänien
- Ulieș, Rumänien
- Wörth an der Donau, Deutschland
- Kosson, Ukraine

Quelle: Stadt Örkény